# Rödbrunt fjällfly
Rödbrunt fjällfly, Xestia tecta, är en fjärilsart som först beskrevs av Jacob Hübner 1808.  Rödbrunt fjällfly ingår i släktet Xestia, och familjen nattflyn, Noctuidae. Enligt den finländska rödlistan är arten nära hotad, NT, i Finland. Arten har en livskraftig, LC, population i Sverige. I Sverige förekommer rödbrunt fjällfly sällsynt från Dalarna till Torne lappmark.  I Finland förekommer arten sällsynt från Norra Karelen till Lappland. Artens livsmiljö är i första hand fjällbjörkskogar men även torraoch karga moskogar, friska lundskogar, fjällhedar och tallmossar. En underart finns listad i Catalogue of Life, Xestia (Pachnobia) tecta tectoides Corti, 1926